# Орка (Мартвильський муніципалітет)
Орка (груз. ორქა) — село в Грузії.
За даними перепису населення 2014 року в селі проживає 260 особи.